# Hypalastoroides bicingulatus
Hypalastoroides bicingulatus är en stekelart som beskrevs av Giordani Soika 1982. Hypalastoroides bicingulatus ingår i släktet Hypalastoroides och familjen Eumenidae. Inga underarter finns listade i Catalogue of Life.